# Comuna Vasiuciîn, Rohatîn
Vasiuciîn (în ucraineană Васючин) este o comună în raionul Rohatîn, regiunea Ivano-Frankivsk, Ucraina, formată din satele Vasiuciîn (reședința) și Vilhova.

## Demografie
Componența lingvistică a comunei Vasiuciîn
     Ucraineană (99,9%)
     Alte limbi (0,1%)
Conform recensământului din 2001, majoritatea populației comunei Vasiuciîn era vorbitoare de ucraineană (99,9%), existând în minoritate și vorbitori de alte limbi.